# Guillaume Jean Piron
Pour les articles homonymes, voir Piron.
 (décembre 2013).
 Guillaume Jean Piron, dit L'abbé Piron, né à Moulins-Engilbert dans la Nièvre, le 7 février 1748, et mort à Fours le 23 juin 1818, est un ecclésiastique catholique français.

## Biographie
Fils de Guillaume Piron et de son épouse Honorine Simone Jeanne Fassin, il eut pour parrain Guillaume Tollet, le futur évêque constitutionnel de Nevers, et pour marraine, Jeanne Lavalette.
Piron fit ses études théologiques au séminaire de Nevers et fut ordonné prêtre en 1772. Nommé à la cure de Maisons-en-Longue-Salve, il succéda comme curé de cette paroisse à Dominique Moireau qui fut nommé à Sermages. En 1790, lors de la création de la commune de Fours, il en fut élu maire.
Il fit dans l'enthousiasme le serment à la constitution civile du clergé. Il était dans les bonnes grâces de Fouché, alors commissaire à la Convention nationale. Il fut en 1792, candidat malheureux à la fonction d'évêque constitutionnel de la Nièvre. Il se maria le 6 novembre 1793, avec Jeanne-Françoise Lault, fille de Jean-Baptiste Lault, sieur de la Vernière, à Fours. Le couple eut un enfant, Jean-Henri, né le 5 juin 1795. La mère mourut quelques jours après l'accouchement et l'enfant deux mois plus tard. Très affecté par leur perte, il cessa quelque temps de faire de la politique.
Il dénonça le curé de Saint-Gratien, Jean Meallet, comme étant « suspect » et « aristocrate ».
En 1793, Piron fut accusé de sabotage car ayant été chargé par l'administration départementale de l'achat de fournitures à Paris pour l'équipement des recrues du département, celles-ci s'avèrent inutilisables.
Il passa outre l'interdiction de célébrer les cérémonies religieuses du culte catholique, ce qui lui valut quelques déboires ainsi que les reproches de « boire dans les cabarets avec aussi bien des patriotes que des aristocrates.[réf. nécessaire] » Tous ces griefs lui valurent quelques semaines dans les geôles de Nevers.
Le 24 août 1797, Piron est à nouveau  membre de l'administration départementale jusqu'aux élections de 1798, où il ne fut pas réélu. Au retour de Napoléon, en 1815, il devint administrateur du département pendant deux semaines.
Il meurt le 23 juin 1818 et est inhumé dans le cimetière de Fours.
L'Abbé Jules Charrier a dit de lui dans son ouvrage : « C'était un homme sans caractère ; il s'appliqua constamment à suivre le courant révolutionnaire, modéré ou violent selon les dispositions du pouvoir… Il se rallia à l'Empire, comme précédemment à la Révolution et à ses divers régimes. »

## Fonctions
- 1779-1792 -  Curé de Fours
- 1790-1792 -  Maire de Fours
- 1790 - Nommé grand électeur par le district de Decize dont dépendait la commune.
- 1790-1793 -  Membre du Conseil général de la Nièvre
- 1792 - Nommé officier public chargé de recevoir les actes de l'état-civil
- 1793 - Membre du Directoire
- 1797-1798 - Membre de l'Administration départementale de la Nièvre
- 1800 - Conseiller de Préfecture à Nevers
- 1815 - Administrateur du département de la Nièvre pendant deux semaines.